# 雷伊·里韋拉之死
雷伊·奥马尔·里韦拉（英語：Rey Omar Rivera；1973年6月10日—2006年5月）的屍體在2006年5月24日被屍現於巴爾的摩丽城酒店（Belvedere Hotel）。儘管警方認為他可能是死於自殺，但關於他的確實死因仍是一個謎。

## 背景
雷伊·里韦拉生於1973年6月10日，他失蹤時為32歲，為牛津俱樂部的金融專欄視頻作家。他與妻子從加州搬到巴爾的摩替他的朋友波特·斯坦斯伯里（Porter Stansberry）在贝瑞研究工作，擔任作家和視像師，貝瑞研究為阿戈拉出版社（Agora Publishing）的子公司。他在2006年5月辭去此工作，但據斯坦斯伯里說，他在此後有替阿戈拉出版社其他子公司執行自由業。

## 失蹤
據一名當時在里韦拉家中作客的人說，他在2006年5月16日接到出版社總機來電後便失蹤。經過幾天搜尋後，他妻子的父母發現里韦拉的汽車停泊在聖保羅街（Saint Paul Street）停車場，靠近他工作地點。里韦拉的同事往停車場附近建築物頂樓查看，發現了丽城酒店南翼屋頂有一個洞。很快警方便發現里韦拉部分分解的屍體在建築物會議室的洞下。

## 調查
隨著警方開始方析他的死因，發現里韦拉從麗城酒店的主屋頂上跳下來時，在很多方面都顯得很奇怪，其中之一是酒店折線形屋頂，而且酒店塔樓與洞有一段相當距離，兩者相距高度約177尺（酒店高188尺），從屋頂跳下約3.3秒便撞擊。這顯示如果他從屋頂跳下，並離酒店水平距離43尺撞擊另一屋頂，他需要至少時速10英里的助跑。
另一種理論是，里韦拉可能是從屋頂下幾層樓的壁架上跳下來的，但前提是他要進入有窗戶和壁架的私人公寓和辦公室，這一點很難做到。
他的眼鏡和電話在洞口附近的較低的屋頂完好無缺地找到。由於環境情況不明，法醫他把的死因列為「未明」。
他的妻子在他電腦後方發現一紙條，上面寫著好萊塢名人字名，電影及共濟會引述等。FBI分析紙條後，認為紙條並非自殺的線索。警方最後終止調查，把原因判定為可能自殺。

## 大眾文化
此案件在2020年7月列入Netflix節目未解之谜中的「屋頂上的迷團」一集 。

## 備註
1. ↑  這是屍體發現日期，他在5月16日失蹤[2]
2. ↑  斯坦斯伯里說這指控不實，因為當時公司東岸每個曾與里韦拉共事的人都在公司聚會中[3]